# Tempio di Maharraqa

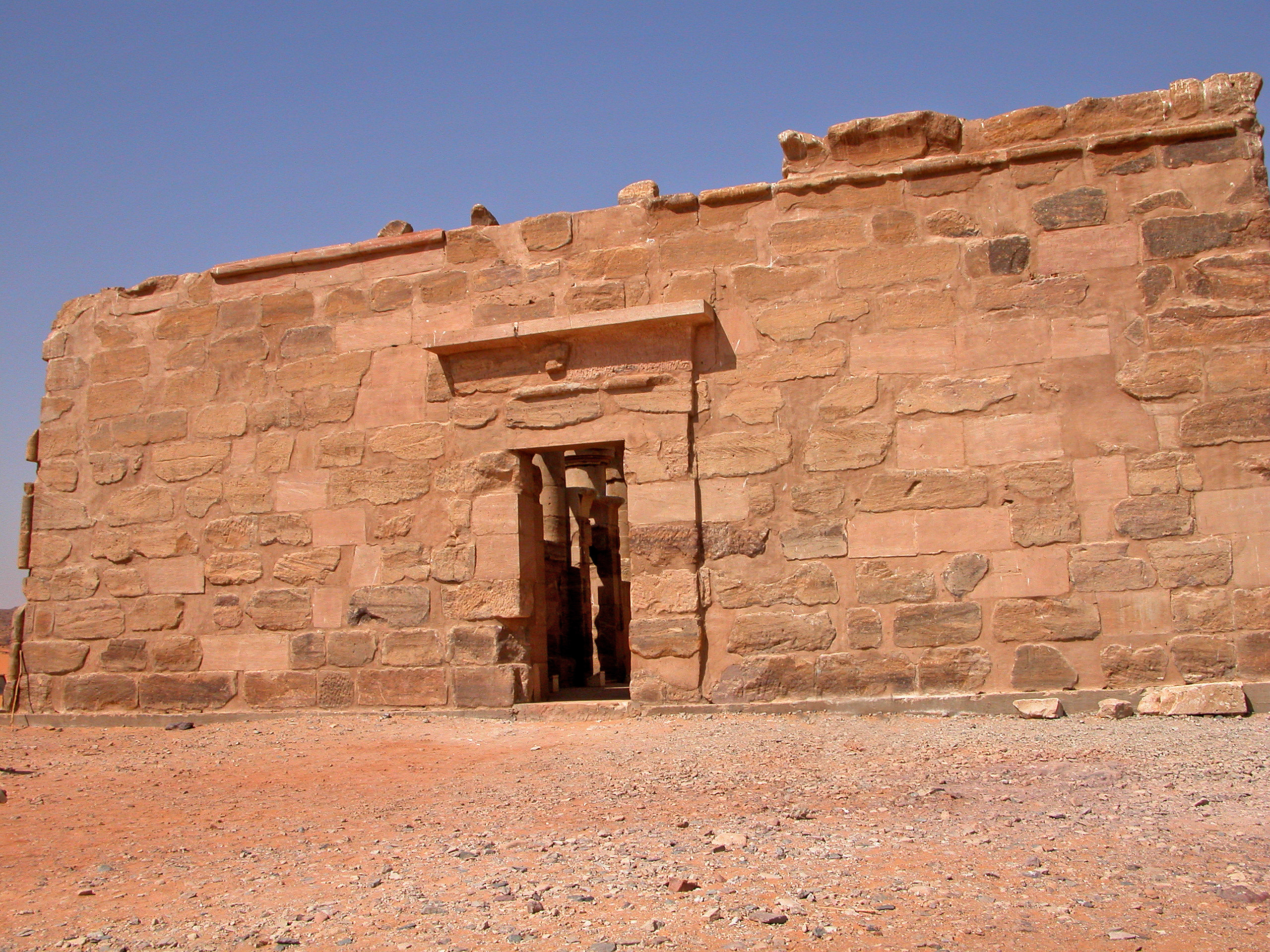
Il tempio di Maharraqa nella Nubia.

Al-Maharraqa (in lingua araba: المحرقة, in lingua greca: Hierasykaminos)
è un sito archeologico nella Nubia inferiore, circa 120 km a sud di Assuan al confine 
meridionale dell'Impero romano. Alcuni anni dopo la conquista romana dell'Egitto nel 30 a.C., i cusciti del Regno di Meroe lanciarono un'incursione nella regione della prima cateratta del Nilo in Egitto nel 23 a.C.
Il prefetto romano d'Egitto, Petronio, mise in atto una rappresaglia armata e sconfisse l'esercito invasore Meroitico. Egli poi procedette a stanziare una guarnigione romana di 400 uomini nell'avamposto meridionale di Qasr Ibrim. Dopo alcune trattative fu stabilita una frontiera permanente all'altezza di Maharraqa. Maharraqa costituiva l'estremo confine meridionale dell'Egitto romano.

## Il tempio di Serapsis Isis a Maharraqa

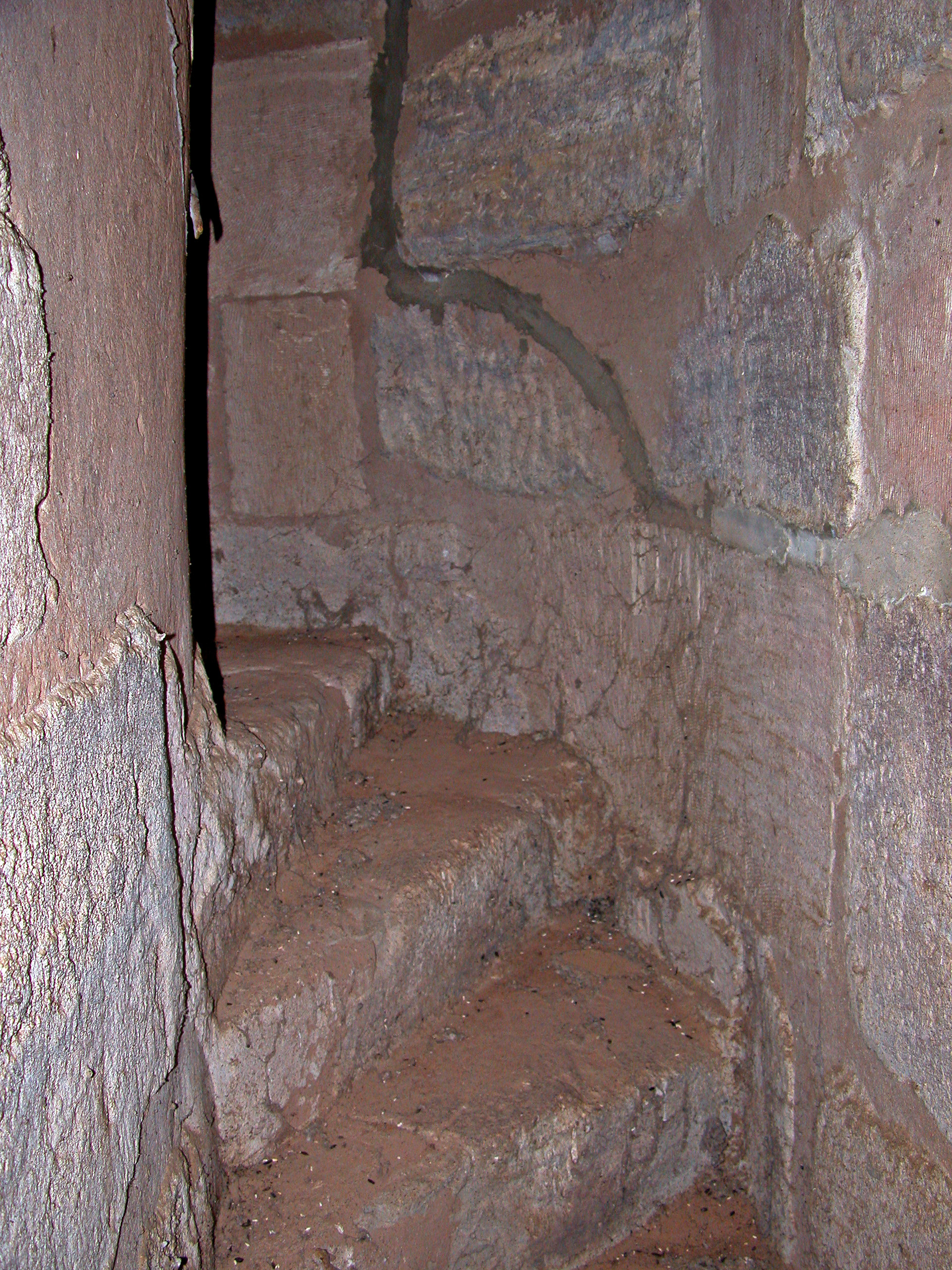
La scala a chiocciola del tempio di Maharraqa.

Il Tempio di Maharraqa è stato trasferito dal suo sito originario nella metà degli anni Sessanta del Ventesimo secolo per via del progetto della diga di Assuan. Era dedicato agli dei egizi di Iside e Serapide. Questo tempio egizio costruito durante l'Impero romano non può essere attribuito di preciso a qualche imperatore romano visto che è privo di iscrizioni e la sua costruzione non è mai stata completamente portata a termine.
L'unica parte della struttura che fu portata a termine era:
(Arnold, Strudwick, Gardiner)
I locali del tempio destinati a contenere il santuario non furono mai effettivamente costruiti. Il tempio manca anche di una formale struttura a piloni e possiede una curiosità architettonica che consiste in una scala a chiocciola situata all'angolo del cortile che porta al suo soffitto. Questo è l'unico tempio egizio della Nubia dotato di scala a chiocciola.

## Il trasferimento del Tempio
Visto che la sua originale posizione era minacciata dall'allagamento del Nilo per via della 
costruzione della diga di Assuan, questo piccolo tempio fu smantellato nel 1961 dal
Servizio per le Antichità Egiziano.
Fu successivamente ricostruito assieme al Tempio di Dakka nel 1966 nella località di Sebua.
Come annota Christine Hobson:
(costruito da Ramses II), di Dakka e di Maharraqa.»
(Christine Hobson)